# João Guilherme Ripper
João Guilherme Ripper (Vianna) (Rio de Janeiro, 1959) is een hedendaags Braziliaans componist, dirigent, muziekpedagoog en professor in de muziek.

## Levensloop
Ripper studeerde aan de Escola de Música da Universidade Federal do Rio de Janeiro compositie bij Ronaldo Mirando en Henrique Morelenbaum en orkestdirectie bij Roberto Duarte en gradueerde aldaar. Hij voltooide zijn studie met het Master Degree in compositie in 1993 met de publicatie van Musica sacre--uma nova proposta en dit was de basis voor zijn werk Missa Festiva. Verder studeerde hij in Argentinië bij Guillermo Scarabino orkestdirectie. Hij promoveerde aan de Catholic University of America te Washington, D.C. in 1997 bij Helmut Braunlich en Emma Garmendia en deed verschillende seminaren en masterclasses in Brazilië en Italië, onder andere een voor orkestdirectie bij Luciano Bellini.
Zijn werken worden regelmatig in bekende gebouwen in Brazilië en ook in het buitenland uitgevoerd. In 1987 ging zijn compositie Rio São Francisco - imagem sinfônica, geschreven ter nagedachtenis aan de 100e verjaardag van Heitor Villa-Lobos, in Italië in première. In 1991 gingen zijn werken Libera me, voor sopraan en orgel, en Romaria, voor blazerskwintet, tijdens het BrazilFest aan de Universiteit van Akron Akron, Ohio, Verenigde Staten in première. Ook zijn Abertura Concertante (Concertante ouverture), voor hobo, althobo en orkest, werd daar uitgevoerd. In 1993 was hij de enige componist vanuit Zuid-Amerika die uitgenodigd was van de "Incontri di Musica Sacra Contemporanea" in Rome, waar zijn Confiteor, voor tenor en kamerorkest, tijdens het openingsconcert in de Basiliek Santa Maria Maggiore in première ging.
Ripper is medeorganizator van festivals voor hedendaagse muziek in Brazilië, zoals het Biennial Festival of Contemporary Brazilian Music (IBAC) en het Panorama of Current Brazilian Music (UFRJ). Hij stichtte de Opus Canorum choir, die het doel heeft, sacrale muziek en gregoriaans uittevoeren.
Sinds 2001 is hij dirigent van het Orquestra de Câmara do Pantanal, te Mato Grosso do Sul.
Tegenwoordig is hij professor voor muzikale analyse en compositie en directeur aan de Escola de Música da Universidade Federal do Rio de Janeiro en aan de Universiteit van Estácio de Sá in Rio de Janeiro. Sinds 2003 is hij lid van de Academia Brasileira de Música.

## Composities

### Werken voor orkest
- 1984 Terra Brasilis, voor strijkers
- 1987 Rio São Francisco - imagem sinfônica, voor orkest
- 1988 Concertino, voor altviool en strijkorkest
- 1996 Matinas, voor hobo en strijkorkest
- 1999 Abertura Concertante (Concertante ouverture), voor hobo, althobo en orkest
- 2001 Variações in memoriam
- 2002 Psalmus
- 2008 Desenredo, voor tenor, bariton, gemengd koor en orkest
- 2008 Olhos de Capitu, voor sopraan, spreker en orkest

### Werken voor harmonieorkest
- 1997 Chamber Symphony for Winds
- 1997 Brasiliana
- 2006 Cervantinas
- 2007 Academic Variations

### Missen, Cantates, Oratoria en geestelijke muziek
- 1989 Libera me, voor sopraan en orgel
- 1990 I Missa Festiva, voor sopraan, bariton, gemengd koor en orgel (of piano)
- 1993 II Missa Festiva, voor sopraan, contra-alt, tenor, bariton, blazerskwintet en orgel
- 1992 Confiteor, voor sopraan (of tenor) en kamerorkest
- 1992 Cantata a céu aberto, cantate voor sopraan, gemengd koor, kinderkoor en kamerorkest - tekst: Manoel de Barros
- 2000 Peabiru, scenische cantate voor sopraan, bariton, gemengd koor, twee piano's, slagwerk - tekst: Lélia Rita de Figueiredo
- 2002 Passio, cantata para a Paixão de N.S. Jesus Cristo, voor sopraan, cantor, bariton, orgel en kamerorkest

### Muziektheater

#### Opera's
| Voltooid in | titel                           | aktes | première | libretto         |
| ----------- | ------------------------------- | ----- | -------- | ---------------- |
| 1996        | Augusto Matraga                 |       |          | van de componist |
| 2000        | Domitila - a Marquesa de Santos |       |          | van de componist |
|             | Anna de Assis                   |       |          |                  |
| 2003        | Anjo Negro                      |       |          | Nelson Rodrigues |

### Werken voor koor
- 1997 Alumbramento, voor gemengd koor
- 1998 Preamar, voor gemengd koor, kinderkoor, piano en slagwerk

### Vocale muziek
- 1986/1989 Leilão de Jardim, voor sopraan en strijkorkest - tekst: Cecília Meireles
- 1989 Canção do porto, voor zanger(es) en piano - tekst: van de componist
- 1991 Cecília, voor bariton (of tenor), cello en piano - tekst: Mário Quintana
- 1991 Canção antiga - tekst: van de componist
- 1993 Aquela madrugada, voor sopraan en piano - tekst: Manoel de Barros
- 1995 Rio Desvelo, voor bariton en piano
- 1998 Agora Chegou Minha Vez, voor bariton en piano
- 2000 Retrato, voor sopraan en piano - tekst: van de componist

### Kamermuziek
- 1987 Três danças ancestrais, voor viool en cello
- 1987 Romaria, voor blazerskwintet
- 1991 Minimamística, voor klarinet solo
- 1993 Visões da Ausência, voor blazerskwintet
- 1994/2000 Cantiga e desafio, voor twee celli
- 1995 Metamorphis, voor fluit (of viool) en piano
- 1997 Prelúdio e tocatina, voor gitaar solo
- 1998 Improviso no. 1, voor viool, cello en piano
- 2000 Suite latino americana, voor twee fluiten
- 2001 Kinderzenen Trio, voor hobo (klarinet), cello en piano
- 2002 Trio ao vento, voor hobo, klarinet en fagot

### Werken voor orgel
- Peça para pedaleira de órgão

### Werken voor piano
- 1989 Cantilena
- 1994 Sonata no. 1, voor piano
- 1999 Saunders Variations

## Publicaties
- João Guilherme Ripper: Página de apresentação do programa do concerto comemorativo dos 80 anos da UFRJ - Cantata “A era do conhecimento”. Theatro Municipal do Rio de Janeiro. 2000.
- João Guilherme Ripper: Pós-modernismo em música latinoamericana. in: Revista da Sociedade Brasileira de Música Contemporânea, ano 4 no. 4, 1997.
- João Guilherme Ripper: Música Brasileira para Orquestra - Cadastro Geral - FUNARTE/INM/Projeto Orquestras, Rio de Janeiro, 1988.